# Maxime Le Montagner
Pour les personnes ayant le même patronyme, voir Le Montagner.
Maxime Le Montagner, né le 20 juillet 1991 à Léhon, est un coureur cycliste français. Professionnel en 2012 et 2013, il continue sa carrière en étant amateur. Son frère Benjamin est également un ancien professionnel.

## Biographie
Maxime Le Montagner devient professionnel en 2012 au sein de l'équipe continentale Véranda Rideau-Super U. Deuxième d'étape du Circuit des plages vendéennes en février, il se classe également second de la Val d'Ille U Classic 35 et troisième d'une étape du Tour de Bretagne en avril. En juin, il est quatrième du Mémorial Philippe Van Coningsloo puis prend la dixième place du championnat de France, une « grosse surprise » selon lui. En août, il échoue au pied du podium lors de la course en ligne espoirs aux championnats de France de l'Avenir en Bretagne, sa région d'origine, ce qui représente en revanche sa principale déception de l'année.
Véranda Rideau-Super U disparait en fin de saison et Le Montagner se résout à redevenir amateur en 2013,. Il est cependant recruté par la formation nordiste Roubaix Lille Métropole et effectue donc en 2013 une nouvelle saison dans les rangs du peloton professionnel.
Il se classe second d'une étape du Circuit des plages vendéennes à Saint-Hilaire-de-Riez et de la Route bretonne au mois de février pour ses débuts sous ses nouvelles couleurs et  remporte une étape de la Ronde de l'Oise en juin ce qui constitue son premier succès dans une course internationale inscrite au calendrier de l'UCI Europe Tour. Il termine également troisième du Grand Prix de Gommegnies et cinquième d'À travers le Pays Montmorillonnais durant l'été.
Le coureur breton  quitte l'équipe Roubaix Lille Métropole à la fin de l'année 2013 pour retourner chez les amateurs. Il signe une licence avec l'équipe BIC 2000 pour 2014.
Il s'engage avec Hennebont Cyclisme pour 2015. Au mois de février il remporte sa première victoire de l'année au sprint lors de la cinquième étape Circuit des plages vendéennes et sa seconde le lendemain lors de la dernière étape de l'épreuve. Au premier semestre, il s'adjuge également le Grand Prix U, les Boucles dingéennes et le Critérium Nant'Est Entreprises. Le 14 septembre, il lève une dernière fois les bras de la saison lors de la deuxième étape du Trophée Noret.
Il change de nouveau d'équipe pour la saison 2016 et rejoint son frère Benjamin, chez Côtes d'Armor-Marie Morin (club de DN2).

## Palmarès et classements mondiaux

### Palmarès
- 2009
  - 2e étape du Tour des Mauges
  - 2e du Tour des Mauges
  - 2e de la Ronde des vallées
  - 3e de la Ronde du Printemps
- 2010
  - Manche-Océan
  - Critérium d'Avranches
  - Souvenir-Xavier Le Louarne
  - 4e étape du Tour des Deux-Sèvres
  - Prix de Pleslin-Trigavou
  - Jard-Les Herbiers
- 2011
  - 7e étape du Circuit des plages vendéennes
  - 2e étape du Circuit du Mené
  - Paris-Chalette-Vierzon
  - Ronde mayennaise
  - 2e du Circuit des plages vendéennes
  - 2e du Circuit des Vignes
- 2012
  - Route bretonne
  - 2e de la Val d'Ille U Classic 35
  - 2e du Circuit Nantes-Atlantique
- 2013
  - 1re étape de la Ronde de l'Oise
  - 2e de la Route bretonne
  - 3e du Grand Prix de Gommegnies
- 2015
  - 5e et 6e étapes du Circuit des plages vendéennes
  - Grand Prix U
  - Boucles dingéennes
  - Critérium Nant'Est Entreprises
  - 2e étape du Trophée Noret
  - 3e du Circuit des plages vendéennes
- 2016
  - 3e de l'Étoile de Tressignaux

### Classements mondiaux
| Année           | 2012 | 2013 |
| --------------- | ---- | ---- |
| UCI Europe Tour | 216e | 361e |